# مکان ظاهری
مکان ظاهری (انگلیسی: Apparent place)، مکان آشکار یک جسم موقعیت آن در فضا است که توسط یک ناظر دیده می‌شود. به دلیل تأثیرات فیزیکی و هندسی ممکن است با موقعیت «واقعی» یا «هندسی» متفاوت باشد.

## ستاره‌شناسی
در نجوم، بین موقعیت متوسط، موقعیت ظاهری و موقعیت واقعی (توپوسنتریک) یک جسم تمایز قائل می‌شوند.

## موقعیت یک ستاره
میانگین موقعیت یک ستاره (نسبت به سیستم مختصات پذیرفته شده ناظر) را می‌توان از مقدار آن در یک دورهٔ دلخواه، همراه با حرکت واقعی آن در طول زمان محاسبه کرد (معروف به حرکت مناسب). موقعیت ظاهری موقعیت آن است که توسط یک ناظر نظری در مرکز زمین در حال حرکت دیده می‌شود. چندین اثر باعث می‌شود موقعیت ظاهری با موقعیت متوسط متفاوت باشد:
انحراف سالانه - انحراف ناشی از سرعت حرکت زمین به دور خورشید، نسبت به یک چهارچوب مرجع اینرسی. این مستقل از فاصله ستاره با زمین است.